# راسموس جولدهامر
راسموس جولدهامر (بالدنماركية: Rasmus Guldhammer) (و. 1989  م) هو دراج، وcyclo-cross cyclist ‏ دنماركي، ولد في فايله.

## سباقات أو مراحل فاز بها
| التاريخ       | السباق                                                                            | المركز                  |
| ------------- | --------------------------------------------------------------------------------- | ----------------------- |
| 29 مارس 2009  | Grand Prix du Portugal 2009                                                       |                         |
| 02 أغسطس 2009 | طواف الدنمارك 2009                                                                |                         |
| 08 أغسطس 2010 | طواف الدنمارك 2010                                                                |                         |
| 15 أغسطس 2010 | فيين روندت 2010                                                                   |                         |
| 24 أبريل 2011 | هيمرلاند روندت 2011                                                               | الثاني في التصنيف العام |
| 01 يناير 2013 | An Post Rás 2013                                                                  |                         |
| 05 مايو 2013  | رينجيريك جراند بريكس 2013                                                         | الخامس في التصنيف العام |
| 02 مايو 2014  | سكايف لوبيت 2014                                                                  |                         |
| 03 مايو 2014  | هيمرلاند روندت 2014                                                               |                         |
| 10 مايو 2014  | سوندفولدن جراند بريكس 2014                                                        | الفائز في التصنيف العام |
| 29 يونيو 2014 | Course en ligne masculine aux championnats du Danemark de cyclisme sur route 2014 | الرابع في التصنيف العام |
| 06 مايو 2017  | سوندفولدن جراند بريكس 2017                                                        | الفائز في التصنيف العام |
| 07 مايو 2017  | رينجيريك جراند بريكس 2017                                                         | الفائز في التصنيف العام |
| 31 يوليو 2017 | 2017 Kreiz Breizh Elites                                                          |                         |

## روابط خارجية
- راسموس جولدهامر على موقع الاتحاد الدولي للدراجات (الإنجليزية)
- راسموس جولدهامر على موقع أرشيف الدراجات (الإنجليزية)
- راسموس جولدهامر على موقع إحصائيات الدراجات الإحترافية (الإنجليزية)
- راسموس جولدهامر على موقع نسبة الدراجات (الإنجليزية)